# Lobeza medina
Lobeza medina är en fjärilsart som beskrevs av William Schaus 1928. Lobeza medina ingår i släktet Lobeza och familjen tandspinnare. Inga underarter finns listade i Catalogue of Life.